# Plage de Las Canteras

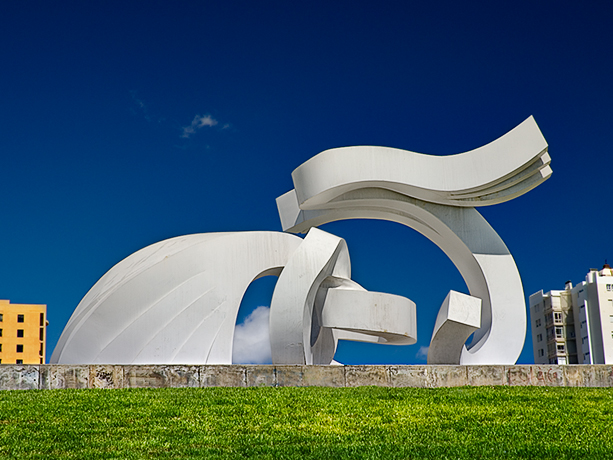
Lady Harimaguada (1996), œuvre de Martin Chirino.

La plage de Las Canteras est la plage urbaine principale de la ville de Las Palmas de Grande Canarie.
Fréquentée toute l'année, elle est la plage préférée de la plupart des habitants de la ville et des touristes.

## Personnalités liées à la plage de las Canteras
- Josefina de la Torre (1907-2002), écrivaine, membre du mouvement féministe des Las Sinsombrero[2].
- Martín Chirino (1925-2019), sculpteur.